# Ptichodis tephrina
Ptichodis tephrina är en fjärilsart som beskrevs av Felder 1874. Ptichodis tephrina ingår i släktet Ptichodis och familjen nattflyn. Inga underarter finns listade.